# Résolution 1526 du Conseil de sécurité des Nations unies
Membres permanents
- Chine
- États-Unis
- France
- Royaume-Uni
- Russie

Membres non permanents
- Algérie
- Allemagne
- Angola
- Bénin
- Brésil
- Chili
- Espagne
- Pakistan
- Philippines
- Roumanie

Résolution no 1525 Résolution no 1527
La résolution 1526 du Conseil de sécurité des Nations unies, adoptée à l’unanimité le 30 janvier 2004, après avoir rappelé les résolutions 1267 (1999), 1333 (2000), 1363 (2001), 1373 (2001), 1390 (2001), 1452 (2002) et 1455 (2003) concernant le terrorisme, renforce les sanctions contre Al-Qaida, les Talibans, Oussama Ben Laden et les individus et groupes associés.